# 1758 Naantali
1758 Naantali este un asteroid din centura principală, descoperit pe 18 februarie 1942, de Liisi Oterma.